# Kaira
Cet article possède des paronymes, voir Kaïra Shopping et Les Kaïra.
Genre
Synonymes
- Pronarachne Mello-Leitão, 1937
- Macpos Mello-Leitão, 1940
- Haliger Mello-Leitão, 1943

Kaira est un genre d'araignées aranéomorphes de la famille des Araneidae.

## Distribution
Les espèces de ce genre se rencontrent en Amérique.

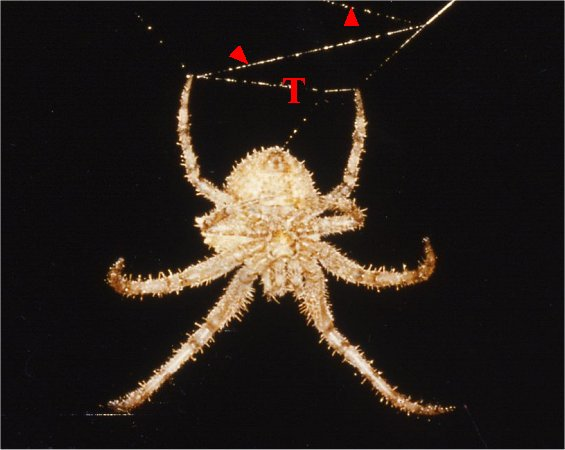
Kaira femelle sur sa toile rudimentaire.

## Liste des espèces
Selon World Spider Catalog (version 25.0, 25/03/2024) :
- Kaira alba (Hentz, 1850)
- Kaira altiventer O. Pickard-Cambridge, 1889
- Kaira candidissima (Mello-Leitão, 1941)
- Kaira cobimcha Levi, 1993
- Kaira conica Gerschman & Schiapelli, 1948
- Kaira dianae Levi, 1993
- Kaira echinus (Simon, 1897)
- Kaira electa (Keyserling, 1883)
- Kaira erwini Levi, 1993
- Kaira gibberosa O. Pickard-Cambridge, 1890
- Kaira hiteae Levi, 1977
- Kaira levii Alayón, 1993
- Kaira mbywangiae Pett & Pai-Gibson, 2024
- Kaira sabino Levi, 1977
- Kaira sexta (Chamberlin, 1916)
- Kaira shinguito Levi, 1993
- Kaira tulua Levi, 1993

## Systématique et taxinomie
Ce genre a été décrit par O. Pickard-Cambridge en 1889.
Pronarachne et Macpos ont été placés en synonymie par Levi en 1977.
Haliger a été placé en synonymie par Levi en 1993.

## Publication originale
- O. Pickard-Cambridge, 1889 : « Arachnida. Araneida. » Biologia Centrali-Americana, Zoology, London, vol. 1, p. 1-56 (texte intégral).